# Cynthia Rhodes
Cynthia Rhodes (Nashville, 21 novembre 1956) è un'attrice, ex ballerina e cantante statunitense.

## Biografia
Affermata ballerina, la Rhodes ottiene ruoli minori in pellicole importanti come Xanadu (1980), Flashdance (1983) e Un sogno lungo un giorno, fino ad arrivare al ruolo di protagonista femminile in Staying Alive (1983), al fianco di John Travolta. Recita con successo in Runaway (1984) e ottiene il ruolo di Penny Johnson in Dirty Dancing - Balli proibiti (1987), interpretazione che le regala grande popolarità. Nello stesso periodo fa parte anche del gruppo musicale Animotion.
Cynthia Rhodes ha partecipato anche a numerosi video musicali di affermati artisti come Rosanna dei Toto, Woman In You dei Bee Gees e Don't Mean Nothing del suo futuro marito Richard Marx. 
Come attrice non è più attiva dal 1991.

### Vita privata
La Rhodes conobbe Marx nel 1983 sul set di Staying Alive, alla cui colonna sonora il musicista stava collaborando, e lo sposò nel 1989, in seguito divorziarono nel 2014. La coppia ha avuto tre figli.

## Filmografia
- Xanadu, regia di Robert Greenwald (1980)
- Un sogno lungo un giorno (One from the Heart), regia di Francis Ford Coppola (1982)
- Flashdance, regia di Adrian Lyne (1983)
- Staying Alive, regia di Sylvester Stallone (1983)
- Runaway, regia di Michael Crichton (1984)
- Dirty Dancing - Balli proibiti (Dirty Dancing), regia di Emile Ardolino (1987)
- Curse of the Crystal Eye, regia di Joe Tornatore (1991)

## Doppiatrici italiane
- Simona Izzo in Staying Alive
- Emanuela Rossi in Runaway
- Ludovica Modugno in Flashdance
- Fabrizia Castagnoli in Dirty Dancing - Balli proibiti